# Pomacanthidae
Los peces ángel (Pomacanthidae) son una familia de peces marinos incluida en el orden Perciformes. Se distribuyen por aguas tropicales de los océanos Atlántico, Índico y Pacífico (sobre todo oeste).
Cuerpo fuertemente comprimido lateralmente, ángulo del opérculo con una espina fuerte, tres espinas en la aleta anal, muchas especies con una extensión alargada de los márgenes traseros de las aletas dorsal y anal, aleta caudal desde redondeada a fuertemente semilunar con 15 radios ramificados. Tienen coloraciones muy llamativas, marcadamente diferente entre juveniles y adultos en muchas especies.
Viven en aguas poco profundas de menos de 20 m de profundidad, cerca de los arrecifes de coral, muy rara vez por debajo de los 50 m.
Todas las especies estudiadas hasta la fecha son hermafroditas protoginas, con un sistema social de harén. Reproducción pelágica. La mayoría se alimentan de esponjas, invertebrados, algas y huevos de peces.
Son muy usados en acuarios, aunque difíciles de mantener.
Aparecen por primera vez en el registro fósil en el Terciario, durante el Eoceno inferior.

## Géneros
El Registro Mundial de Especies Marinas incluye 8 géneros en la familia:
- Apolemichthys (Burton, 1934 )
- Centropyge (Kaup, 1860)
- Chaetodontoplus (Bleeker, 1876)
- Genicanthus (Swainson, 1839)
- Holacanthus (Lacepède, 1802)
- Paracentropyge (Burgess, 1991)
- Pomacanthus (Lacepède, 1802)
- Pygoplites (Fraser-Brunner, 1933)

## Imágenes

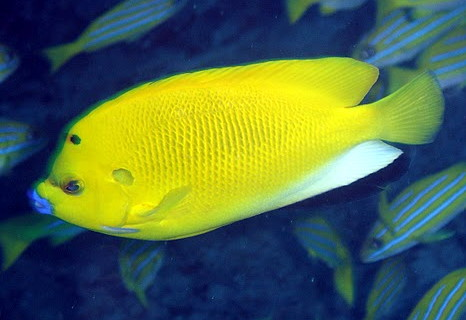
Apolemichthys trimaculatus
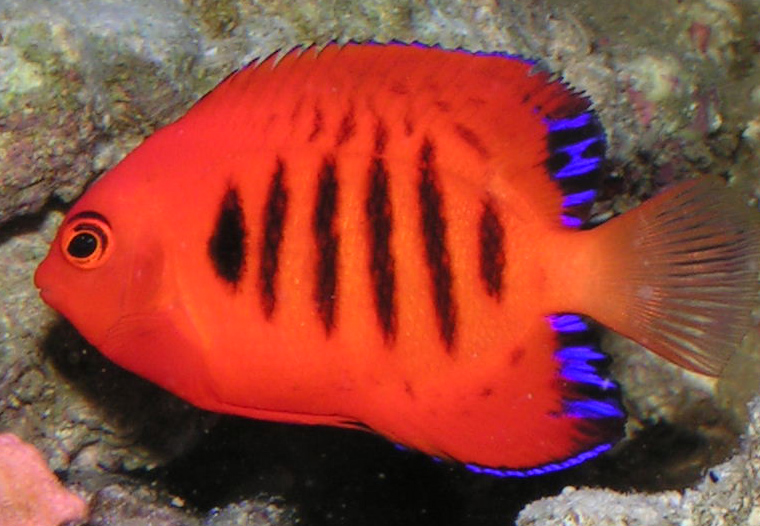
Centropyge loricula
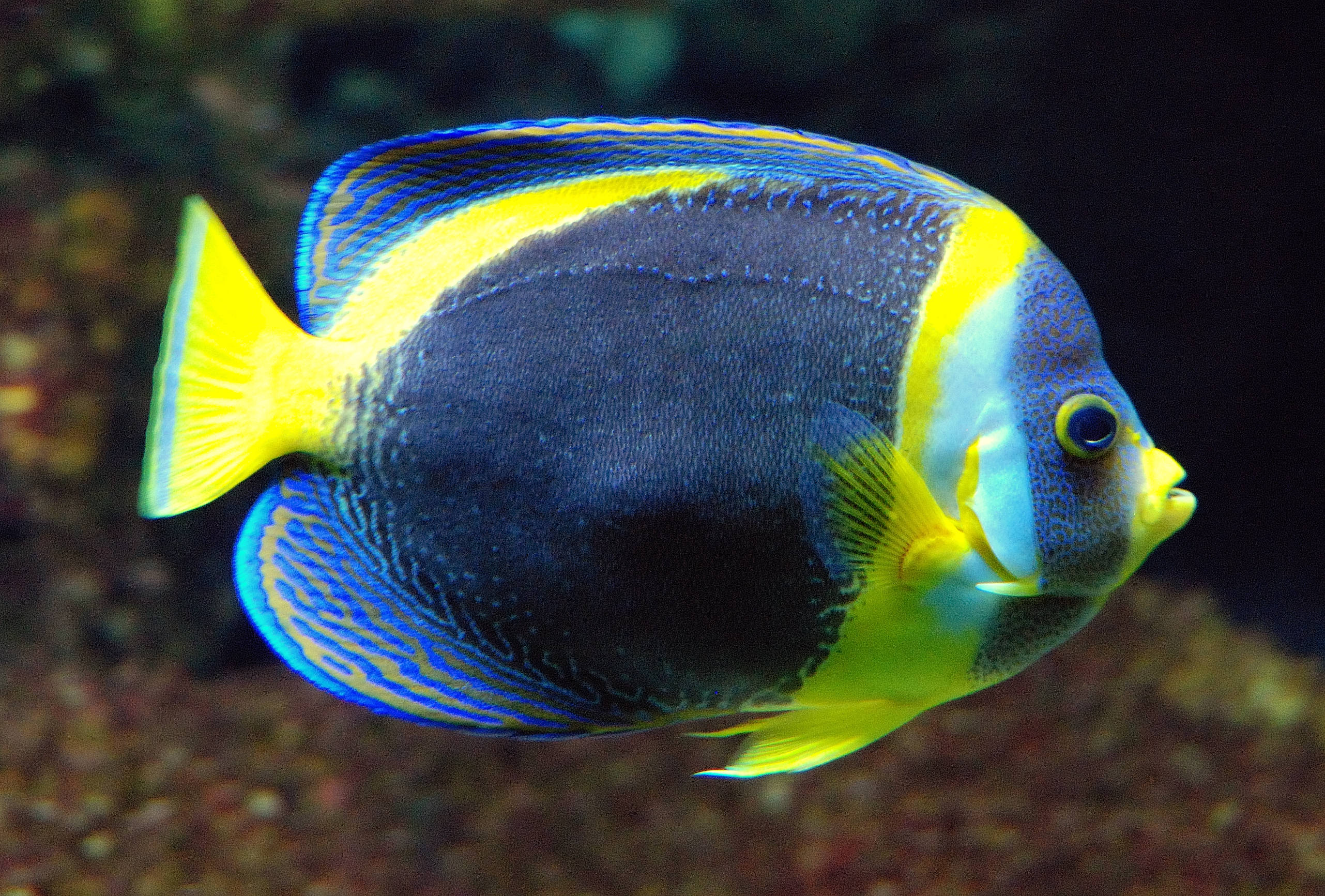
Chaetodontoplus duboulayi
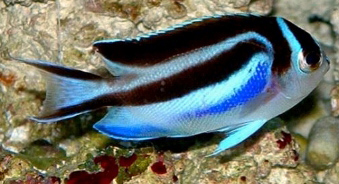
Genicanthus bellus
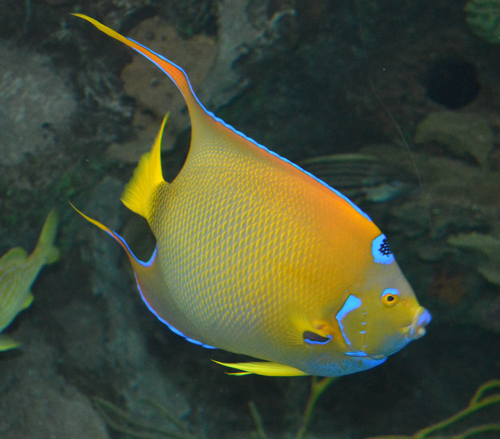
Holacanthus ciliaris
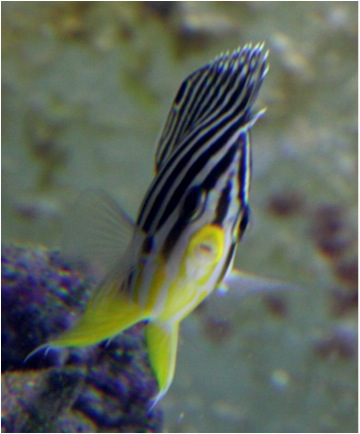
Paracentropyge multifasciata
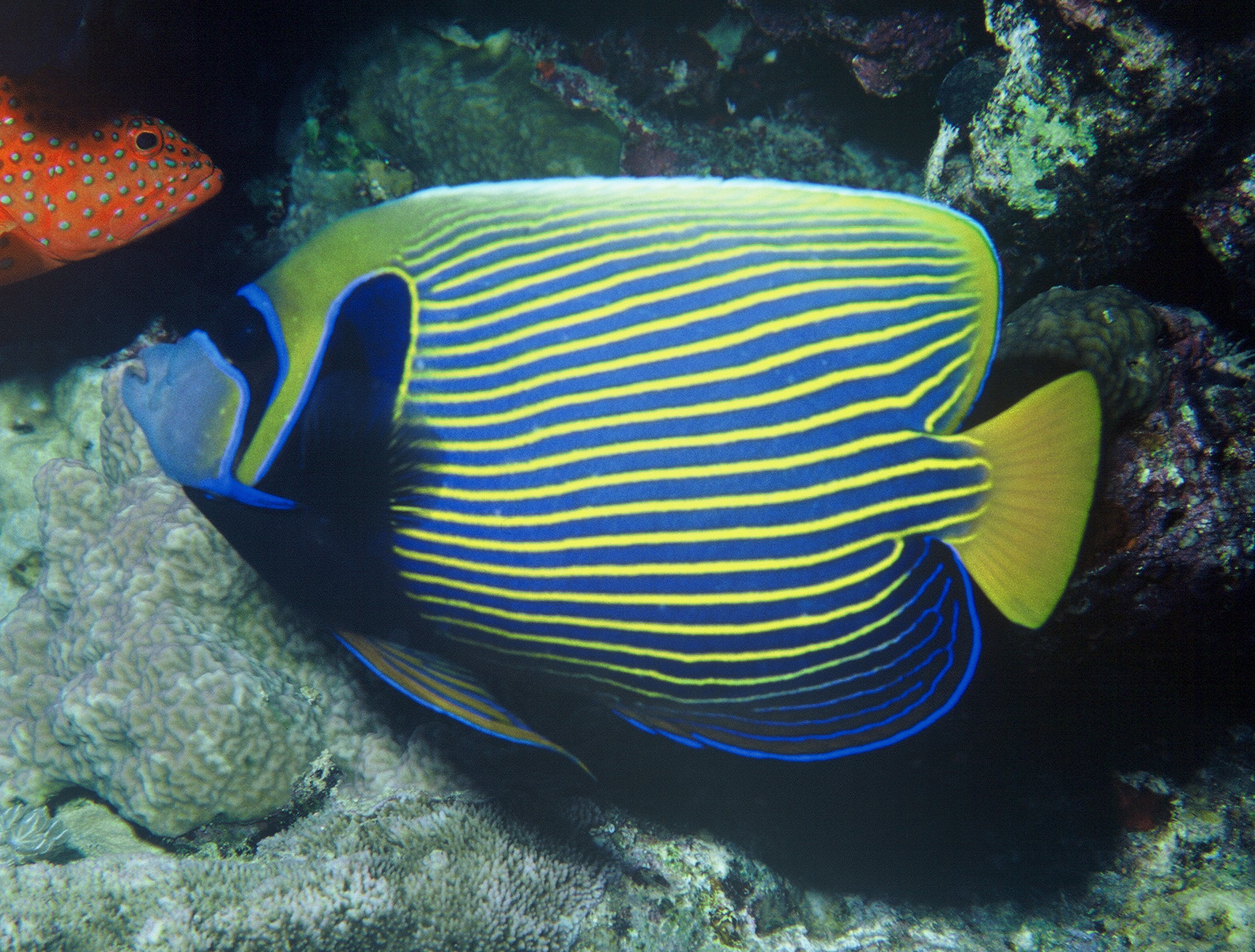
Pomacanthus imperator
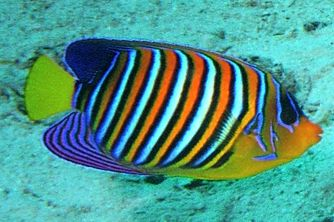
Pygoplites diacanthus